# Itame perornata
Itame perornata är en fjärilsart som beskrevs av Barnes och Mcdunnough 1916. Itame perornata ingår i släktet Itame och familjen mätare. Inga underarter finns listade i Catalogue of Life.